# Anastasija Jermakowa
Anastasija Nikołajewna Jermakowa (ros. Анастасия Николаевна Ермакова; ur. 8 kwietnia 1983 w Moskwie) – rosyjska pływaczka synchroniczna, czterokrotna mistrzyni olimpijska, ośmiokrotna mistrzyni świata.
Jest czterokrotną złotą medalistką igrzysk olimpijskich z Pekinu (2008) i cztery lata wcześniej z Aten w konkurencji zespołowej i par (z Anastasiją Dawydową).